# Seger Lakenman
Seger Lakenman (gedoopt 26 december 1689 Hem - begraven 24 augustus 1747 Bovenkarspel) was notaris en burgemeester. Hij studeerde rechten in Leiden, waar hij in 1709 promoveerde op het proefschrift “Van bedrog, fout en per ongeluk handhaven”. Hij werkte als notaris in Hem van 1709 tot 1716, van 1717 tot 1719 te Oosterblokker, en van 1719 t/m 1746 in Bovenkarspel. Daarnaast was hij weesmeester van 1722 t/m 1725 en 6 jaar tot burgemeester van Bovenkarspel verkozen tussen 1726 t/m 1741. Hij was ook secretaris van het Dijkgraafschap Drechterland. 

## Wierdijken en paalworm
In zijn tijd kwam de paalworm in het gebied en veroorzaakte aanzienlijke schade aan de wierdijken.  Het dijkgraafschap schreef een wedstrijd uit wie met een oplossing van dit probleem zou komen, In zijn publicatie van 1733 stelt hij voor om een slaperdijk aan te leggen achter de bestaande zeedijk, zodat bij een calamiteit het achterland niet overstroomt. Ongeveer tegelijkertijd kwamen Pieter Straat en Pieter van der Deure met het idee om de door de paalworm aangetaste krebbingen te vervangen door rolstenen. Hun eerste voorstel was om die uit Drenthe te halen (Hunebedstenen). Maar de provincie Drenthe was daar sterk op tegen. In een latere publicatie komt Lakenman  met het idee om daar puin van afgebroken huizen voor te gaan gebruiken Ook dat ging niet door, uiteindelijk werd breuksteen uit Noorwegen geïmporteerd.
In zijn publicaties noemt hij Pieter Straat en Pieter van der Deure (ook beide burgemeesters in de Stede Grootebroek) niet.  

### Opmerkingen
In het Biographisch Woordenboek van Van der Aa wordt hij Lakeman genoemd. Zijn eerste aktes in Hem ondertekend hij met Laekenman, maar later gebruikt hij zelf alleen de achternaam Lakenman. Ook in zijn proefschrift gebruikt hij als achternaam Lakenman, terwijl hij zijn voornaam verlatiniseerde tot Sigebertus. Zijn Latijnse naam heeft VIAF identificatiecode 279967712. 
- International Standard Name Identifier: 0000 0003 9266 6143
- Virtual International Authority File: 311344679